# Isolotti Idra
Gli isolotti Idra, Rassip o Rasip (in croato: Rašip) sono un gruppo di tre isolotti disabitati della Dalmazia settentrionale in Croazia; si trovano nel mare Adriatico e fanno parte delle isole Incoronate. Amministrativamente appartengono al comune Morter-Incoronate, nella regione di Sebenico e Tenin.

## Geografia

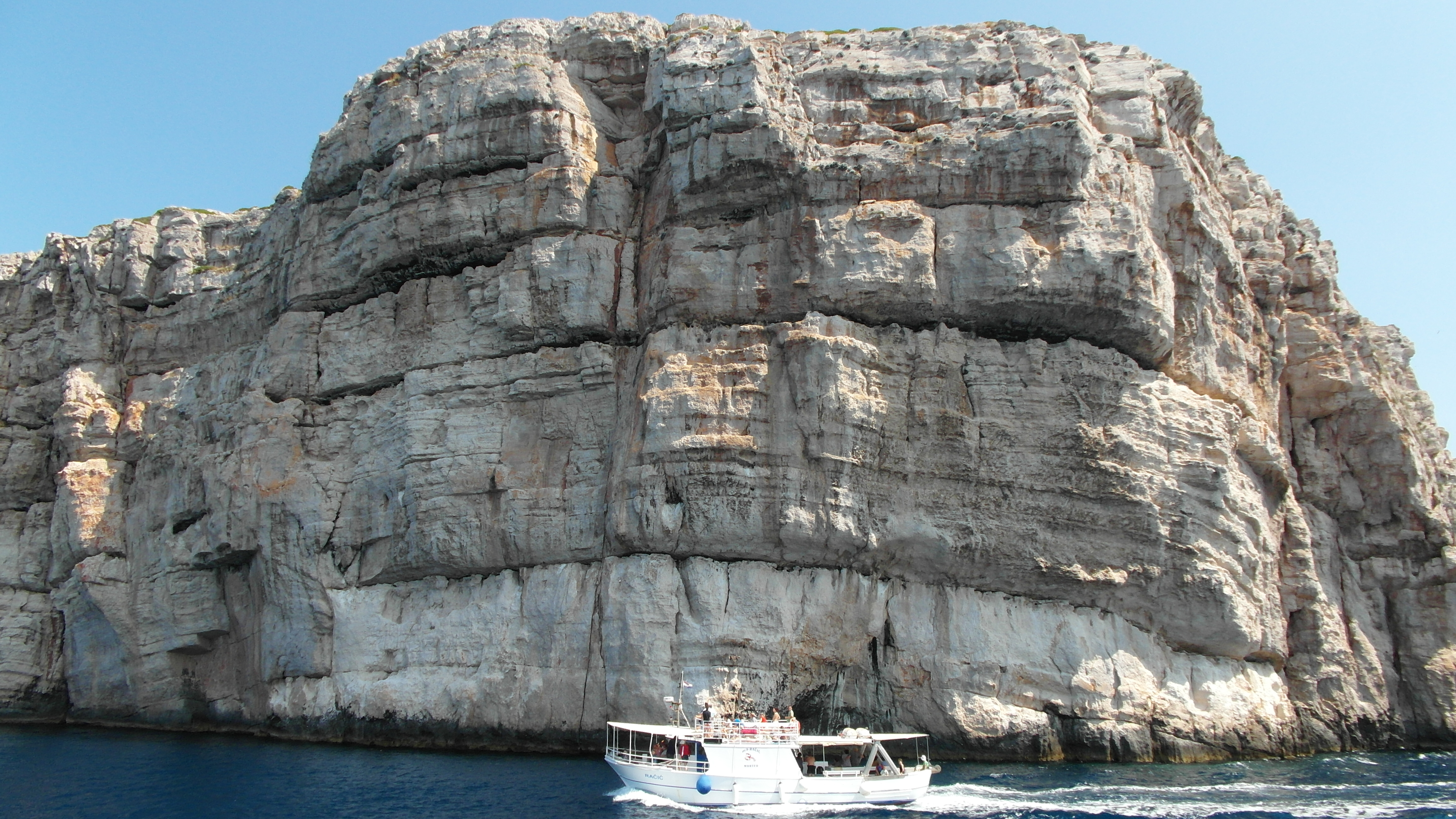
La ripida scogliera meridionale di Idra Grande

Gli scogli Idra si trovano a sud-ovest dell'isola Incoronata, separati da quest'ultima dall'omonimo canale (canale dell'Incoronata, Kornatski kanal), tra le isole Mana e Peschiera:
- Idra Grande[2][6] o Rassip grande[3][4][7] (Rašip Veli), l'isolotto maggiore, ha la forma di una elle rovesciata i cui due bracci racchiudono la valle Idra (uvala Rašip) che è rivolta a nord; il braccio maggiore ha una lunghezza di circa 1,2 km[1], il minore di 650 m[1]. Idra Grande ha una superficie di 0,258 km²[8], uno sviluppo costiero di 3,82 km[8] e raggiunge la sua altezza massima, di 62 m[1], sulla sua costa meridionale, dove si trova una ripida e inaccessibile scogliera a picco. La sua distanza dalla punta nord-occidentale di Peschiera (rt Cuf) è di 350 m[1].
- scoglio Idra[9] (Rašipić), piccolo, di forma ovale, si trova nella parte nord-ovest di valle Idra; ha un'area di 0,0011 km²[10], la sua costa è lunga 400 m[10] e l'altezza è di 9 m[1]43°47′01″N 15°17′59″E.
- Idra Piccola[2], Idra piccolo[6] o Rassip piccolo[3][4][7] (Rašip Mali), si trova circa 700 m[1] a nord-ovest di Idra Grande, 1,2 km[1] a sud-est di Mana e circa 1,4 km[1] a sud-ovest della costa dell'Incoronata (rt Pivćena); ha una superficie di 0,158 km²[8], uno sviluppo costiero di 1,89 km[8] e la sua altezza è di 56,3 m[1] 43°47′43″N 15°17′58″E.

### Isole adiacenti
- Scogli Calafatini[9] (hridi Kamičiči), due piccoli scogli tra Mana e Idra Piccola: 
  - scoglio Kalafatin[4], il maggiore, è situato 490 m[1] a nord-ovest di Idra Piccola e ha un'area di 844 m²[10]43°47′35″N 15°16′55″E;
  - il minore ha una superficie di 72 m²[10] e si trova circa 140 m[1] a sud del precedente 43°47′29″N 15°16′56″E.
- Azabovaz[3][4] o Cernikovaz[4][5] (Arapovac), scoglio arrotondato, 680 m a nord-est di Idra Piccola, tra quest'ultima e capo Pivćena; ha un'area di 9622 m²[10], una costa lunga 371 m[10] e un'altezza di 10 m[1] 43°47′43″N 15°17′58″E.

### Cartografia
- (HR) Mappa topografica della Croazia 1:25000, su preglednik.arkod.hr. URL consultato il 26 giugno 2017.
- G. Giani, Carta prospettiva delle Comuni censuarie della Dalmazia, foglio 6, 1839. Fondo Miscellanea cartografica catastale, Archivio di Stato di Trieste.
- Carta di cabottaggio del mare Adriatico, foglio VII, Milano, Istituto geografico militare, 1822-1824. URL consultato il 5 luglio 2017 (archiviato dall'url originale il 13 aprile 2013).